# Автопортрет (Шевченко, 1861)
Автопортрет Тараса Шевченка, виконаний ним взимку 1861 року у Санкт-Петербурзі. Полотно (овал), олія. Розмір 59 × 49.
В «Каталозі-путівнику Республіканської ювілейної шевченківської виставки» зазначено, що на портреті була авторська монограма і дата: III || 1861, яких після реставрації портрета у 1948—1949 роках не виявлено. Цей автопортрет є авторським повторенням автопортрета, експонованого на академічній виставці 1860 року. Датується на підставі згадки О. М. Лазаревського:

«…январь и февраль [1861] просидел он почти безвыходно в комнате, изредка только посещая коротких знакомых. В это время он продолжал заниматься гравированием, писал копию с своего портрета, бывшего на выставке».

За свідченням В. М. Лазаревського, цей портрет призначався Шевченком для лотереї на користь видання літератури для народних шкіл («полезных изданий»). Про дальшу історію портрета В. М. Лазаревський пише:

«Этот последний разыгран был в лотерею (20 билетов по 10 p.), — выиграл архитектор Ал-др Ив. Резанов (впоследствии ректор Акад. художеств) и подарил мне».

О. М. Лазаревський помилково визначає це авторське повторення як копію.
Картина зберігається в Національному музеї Тараса Шевченка (до 1949 року — Центральний державний музей Т. Г. Шевченка). Попередні місця збереження: власність О. І. Рєзанова, В. М. Лазаревського, С. В. Лазаревського, Всеукраїнський історичний музей ім. Т. Г. Шевченка, Інститут Тараса Шевченка, Галерея картин Т. Г. Шевченка, Національний музей Тараса Шевченка.
1939 року експонувався на Республіканській ювілейній шевченківській виставці в Києві.